# 増川宏一
増川 宏一（ますかわ こういち、1930年〈昭和5年〉1月14日 - 2021年〈令和3年〉7月11日）は、日本の遊戯史研究家。遊戯史学会会長、国際チェス史研究グループ会員、チェス史研究支援財団名誉会員、元将棋博物館顧問（現在は閉館）。在野研究者として、遊技の歴史研究に関する著書を残した。

## 経歴
長崎県生まれ。旧制甲南高等学校（現在の甲南大学の前身）卒業。旧制中学時代、先輩に呼び出され「我が校の本分は遊ぶことである」と言われたことが、盤上遊戯に親しむきっかけだったと述べている。1950年の朝鮮戦争の際には、「米軍は戦争から撤退せよ」というビラを撒き、思想犯として神戸刑務所に収監された。そこで囚人達が目隠し将棋をするのを見かけ、将棋の腕を磨こうと思ったという。
30歳のときに勤務先を退社し、賭博などの遊戯史の研究に専念する。チェス史の研究で1973年にはベルリンのペルガモン博物館の研究所を訪問している。
2004年、日本将棋連盟より「将棋の日」感謝状授与。2010年から将棋歴史文化アドバイザー就任。2014年第21回大山康晴賞を受賞。2005年に第17回将棋ペンクラブ大賞特別賞を受賞した。遊戯史研究家の第1号と称された。

## おもな業績
増川の最大の功績として、「将棋史」を初めて体系化したことが挙げられる。将棋の歴史を体系的にまとめた文献は1970年代まで存在しなかったが、増川は海外の研究成果・日本国内の古文書史料による知識を網羅した『将棋』(1977)・『将棋II』(1985)を執筆し、学術研究としての将棋史分野を確立した。その一方で、後述するように、他の研究者との論争が個人的感情による対立に発展し、研究分野そのものを停滞させるなどの「負の効果」を与えたことも指摘されている。

### 大橋家文書
江戸時代の将棋の家元三家のうち、最上位格であった大橋家に残されていた文書（大橋家文書）を研究・解説した。この研究によって、「将棋所」は将棋の名人家が名乗っていた称号であり、幕府への提出書類で「将棋所」と名乗ったところ、公式な役職ではないと差し戻されたことや、幕府から名人家に与えられた扶持はわずかなもので、扶持と将棋関連の仕事だけでは生活していくことができず、賃貸などの副業で糧を得ていたことが分かった。また、日本将棋連盟は慶長17年（1612年）に初代大橋宗桂が初代名人・将棋所となったとするが、増川は「名人」「将棋所」いずれの名称もまだ存在していないと指摘した（囲碁の「名人」「碁所」も同じ）。

### 将棋の南方伝来ルート論
「チャトランガは東南アジアに伝わり、中国南方の船員によって漢字駒化されて日本に伝来した」という東南アジア経由での将棋伝来説を広めた。また、北宋時代の中国の遺跡からシャンチーの駒が見つかっていること、シャンチーと将棋ではルールに大きな差異があることを根拠に、シャンチーと将棋は別系統のゲームであり、タイの将棋であるマークルックが日本の将棋と同一の系統であると主張した。
1970年代の増川説では、伝来時期は7世紀頃で、庶民の娯楽だったため記録が残らなかったとした。中国伝来説派の将棋棋士の木村義徳も、この説に賛同していた。しかし1980年代から平安時代の駒が発掘されていき、増川は自説を修正、伝来時期を10-11世紀に変更し、担い手も識字層であるとした。一方で木村は従来の増川の7世紀頃・庶民説に立脚していたため、深刻な対立が生じた。
木村は、チェスタイプの立像型のものが6-7世紀に到着したと推定した。マークルックは持ち駒使用がなく、かつルア、コーン、マー、メットが成ることもないため、マークルックはむしろチェスやチャトランガに近く、日本将棋とは異なるルールであるとして、日本将棋の起源とはやや考えにくいとした。そして、6世紀には中国大陸経由で日本に将棋が到達していたと推測し、インドを中心にヨーロッパから日本までほぼ同じ形の将棋の原型が広まったと主張した。
増川は、著書『将棋の駒はなぜ40枚か』『ものと人間の文化史 チェス』などで6世紀説を激しく批判した。対する木村も著書『持駒使用の謎』(ISBN 4-8197-0067-7) で、増川の批判に対し再論証を行った。一方、増川の木村に対する批判において、史料の恣意的解釈や論旨曲解、それに基づく暴言が数多く指摘された。『将棋世界』2006年9月号では、木村義徳の名誉を著しく傷つけたとして、増川の名で木村に対する謝罪広告文が出された。

### 世界における将棋の起源
前述の通り、世界における将棋の起源は、インドに伝わるチャトランガであるとされているが、4人制と2人制のどちらが先に発生したか、20世紀を通じて論争となっていた。1970年代には増川は4人制起源説を主張していた（1977年『ものと人間の文化史 将棋』）が、その後の研究により4人制起源説に疑問が持たれ始め、2000年代には2人制起源説に傾き（2003年『ものと人間の文化史 チェス』）、2006年には自説を改めて2人制が起源であると断定した。

## 著書
- 法政大学出版局「ものと人間の文化史」
  - 23『将棋』1977、ISBN 4-588-20231-6
  - 23-2『将棋2』1985、ISBN 4-588-20232-4
  - 29『盤上遊戯』1978、ISBN 4-588-20291-X
  - 40『賭博』1980、ISBN 4-588-20401-7
  - 40-2『賭博2』1982、ISBN 4-588-20402-5
  - 40-3『賭博3』1983、ISBN 4-588-20403-3
  - 59『碁』1987、ISBN 4-588-20591-9（多数の誤り・勘違いが多く気を付けて読む必要あり）
  - 70『さいころ』1992、ISBN 4-588-20701-6
  - 79『すごろく』1995、ISBN 4-588-20791-1
  - 79-2『すごろく2』1995、ISBN 4-588-20792-X
  - 94『合せもの』2000、ISBN 4-588-20941-8
  - 110『チェス』2003、ISBN 4-588-21101-3
  - 134『遊戯 その歴史と研究の歩み』2006、ISBN 4-588-21341-5[14]
  - 134-2『遊戯2　日本小史と最新の研究』2021、ISBN 9784588213427
- 『遊芸師の誕生 碁打ち・将棋指しの中世史』1987　平凡社選書　 のち『碁打ち・将棋指しの誕生』平凡社ライブラリー、1995年、ISBN 4-582-76119-4
- 『賭博の日本史』1989　平凡社選書
- 『ゲームの博物誌 世界各地にゲームのルーツを探る』JICC出版局　1993
- 『将棋の起源』平凡社ライブラリー、1996年、ISBN 4-582-76172-0
- 『碁打ち・将棋指しの江戸 「大橋家文書」が明かす新事実』平凡社選書、1998年、ISBN 4-582-84180-5
- 『将棋の駒はなぜ40枚か』集英社新書、2000年、ISBN 4-08-720019-1
- 『伊予小松藩会所日記』北村六合光原典解読　2001　集英社新書　のち『小さな藩の奇跡　伊予小松藩会所日記を読む』として角川ソフィア文庫（2016）
- 『将軍家「将棋指南役」 将棋宗家十二代の「大橋家文書」を読む』洋泉社、新書y、2005年、ISBN 4-89691-891-6
- 『盤上遊戯の世界史 シルクロード遊びの伝播』平凡社　2010
- 『日本遊戯史 古代から現代までの遊びと社会』平凡社　2012
- 『将棋の歴史』平凡社新書　2013
- 『日本遊戯思想史』平凡社 2014
- 『遊戯の起源: 遊びと遊戯具はどのようにして生まれたか』平凡社 2017
- 『江戸の目明し』平凡社新書 2018
- 『〈大橋家文書〉の研究』法政大学出版局 2021 ISBN 978-4-588-30053-0 C1021